# يوهانا ماتسون
يوهانا ماتسون (بالسويدية: Johanna Mattsson)‏ هي مصارعة الهواة سويدية، ولدت في 2 مايو 1988 في ياليفاره في السويد.

## وصلات خارجية
- يوهانا ماتسون على موقع قاعدة بيانات المصارعة الدولية (الإنجليزية)
- يوهانا ماتسون على موقع أوليمبيديا (الإنجليزية)
- يوهانا ماتسون على موقع اللجنة الأولمبية السويدية (السويدية)